# Josef Sajdl
Josef Sajdl (22. října 1882 Český Šumburk – 7. března 1948 Praha) byl československý politik a meziválečný poslanec Národního shromáždění za Československou socialistickou stranu (pozdější národní socialisté).

## Biografie
Už před první světovou válkou se uvádí jako tajemník národně sociální strany v Praze. Angažoval se v podpoře české menšiny v Podkrkonoší. Podle údajů k roku 1920 byl profesí redaktorem v Plzni. V roce 1924 se uvádí jako člen redakce listu Český Směr v Plzni.
V parlamentních volbách v roce 1920 získal poslanecké křeslo v Národním shromáždění. Na mandát rezignoval roku 1924. Jeho post pak jako náhradník zaujal Karel Moudrý.